# (9822) Hajduková
(9822) Hajdukova, désignation internationale (9822) Hajduková, est un astéroïde de la ceinture principale.

## Description
(9822) Hajdukova est un astéroïde de la ceinture principale. Il fut découvert le 26 mars 1971 à l'observatoire Palomar par Cornelis Johannes van Houten, Ingrid van Houten-Groeneveld et Tom Gehrels. Il présente une orbite caractérisée par un demi-grand axe de 2,36 UA, une excentricité de 0,16 et une inclinaison de 3,0° par rapport à l'écliptique.

## Compléments